# Trappenhuis

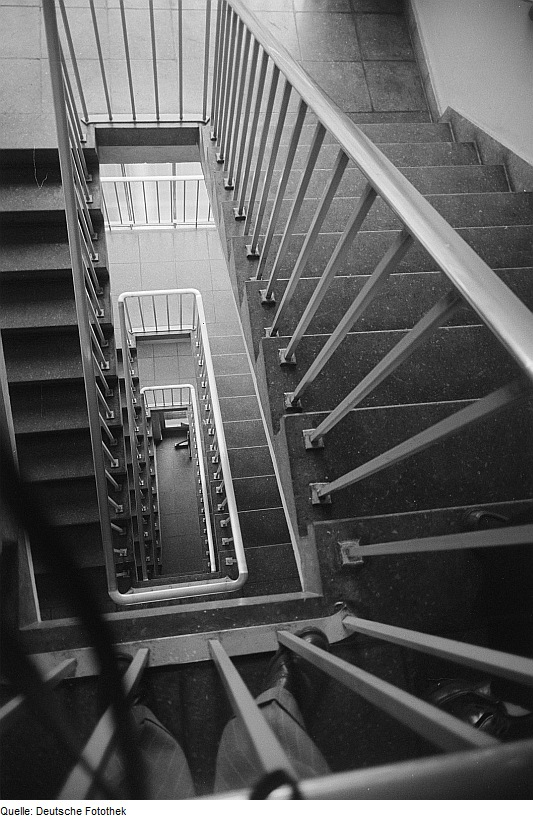
Gebouw van de Leipziger Volkszeitung in Leipzig

Een trappenhuis is het gedeelte van een gebouw waarin zich de trappen tussen de verdiepingen bevinden. De trappen zijn gewoonlijk samen met de bijbehorende bordessen in het trappenhuis boven elkaar geplaatst om ruimte te besparen.
Vaak heeft het trappenhuis een vierkante oppervlakte. In het midden bevindt zich dan de lift. Het is echter ook mogelijk dat lift en trappenhuis naast elkaar of gescheiden te vinden zijn.
In veel gebouwen wordt het zeer vanzelfsprekend gevonden dat men de lift gebruikt. Het trappenhuis dient dan alleen voor noodgevallen, bijvoorbeeld als de lift defect is, het bevindt zich wat achteraf, achter een deur, en vaak ontbreekt de verfraaiende bekleding van vloer en muren. Het is echter belangrijk dat het trappenhuis snel gevonden kan worden, want bij brand mag de lift gewoonlijk niet gebruikt worden. Aan trappen en trappenhuis worden dan ook speciale eisen gesteld om bij brand tot een vlotte ontruiming van het gebouw te komen. Het trappenhuis wordt tevens van etagenummers voorzien, zodat mensen ook als ze de trap nemen weten of ze op de juiste verdieping en/of op de begane grond zijn.
In een galerijflat bevinden trappenhuis en lift zich meestal aan het begin en einde van het gebouw. De trappen zijn vanwege de brandveiligheid meestal van beton, dat soms betegeld is. In de wanden bevinden zich vaak enkele ramen voor lichtinval.

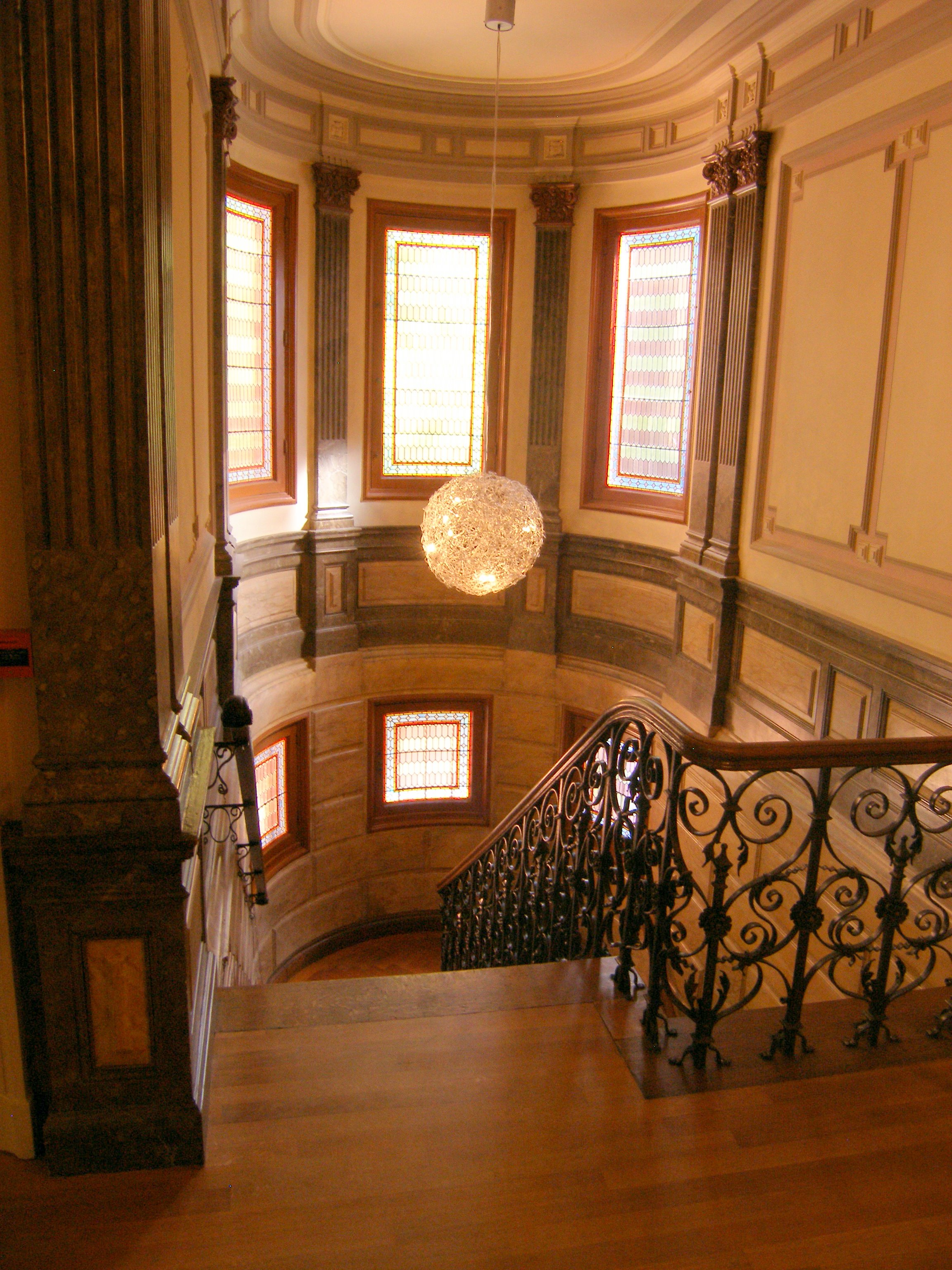
Villa Berg en Dal, Baarn